# Sam Johnstone
Samuel Luke Johnstone, meglio conosciuto come Sam Johnstone (Preston, 25 marzo 1993), è un calciatore inglese, portiere del Wolverhampton. Con la nazionale inglese è stato vicecampione d'Europa nel 2021.

## Carriera

### Prestiti
È un prodotto del vivaio del Manchester United. Il 9 settembre 2011 - a causa dell'infortunio occorso al titolare Josh Lillis - il suo cartellino viene ceduto in prestito mensile allo Scunthorpe United, società militante in League One. Esordisce tra i professionisti il giorno successivo contro lo Sheffield United.
Il 19 ottobre si frattura le dita della mano durante una sessione di allenamento. Il prestito del portiere viene poi esteso fino al 10 gennaio 2012. Concluso il prestito rientra allo United. Il 20 marzo 2013 i Red Devils lo cedono in prestito fino al termine della stagione al Walsall.
Il 17 agosto 2013 viene ceduto in prestito per tre mesi allo Yeovil Town. All'esordio con i Glovers si frattura le dita della mano, risolvendo anticipatamente il prestito. Il 31 gennaio 2014 passa in prestito al Doncaster Rovers per sopperire all'assenza per infortunio di Ross Turnbull. Il 27 ottobre torna nuovamente in prestito al Doncaster.
Il 12 gennaio 2015 il Preston N.E. ne rileva il cartellino a titolo temporaneo. Il 31 dicembre 2015 viene ceduto nuovamente in prestito - per un mese - al Preston. Dopo aver esteso l'accordo con lo United fino al 2018, il 5 gennaio 2017 passa in prestito all'Aston Villa.

### West Bromwich Albion
Nel 2018 sottoscrive un contratto quadriennale con il West Bromwich, con cui gioca titolare la maggior parte delle partite, totalizzando più di 150 presenze.

### Crystal Palace
Nel Luglio 2022, al termine del contratto con il West Bromwich, firma con il Crystal Palace.

### Nazionale
Il 10 maggio 2012 viene convocato per l'Europeo Under-17 disputato in Liechtenstein, manifestazione poi vinta dagli inglesi.
Il 28 maggio 2013 viene incluso da Peter Taylor nella lista dei convocati che prenderanno parte al Mondiale Under-20, svoltosi in Turchia. Nel corso della manifestazione - conclusa con l'eliminazione della selezione inglese nella fase a gironi - scende in campo in tre occasioni.
Il 18 marzo 2021 riceve la sua prima convocazione in nazionale maggiore. Il 1º giugno seguente viene inserito nella lista dei 26 convocati per gli europei. Cinque giorni dopo esordisce in amichevole contro la Romania, tenendo la porta inviolata (1-0 per gli inglesi il finale).
Il 9 ottobre 2021 fornisce un assist in occasione del successo per 0-5 in casa di Andorra, diventando il secondo portiere dopo Asmir Begović a fornire un assist nella storia delle qualificazioni ai Mondiali.

## Statistiche

### Presenze e reti nei club
Statistiche aggiornate al 9 dicembre 2023.
| Stagione                 | Squadra                  | Campionato               | Campionato | Campionato | Coppe nazionali | Coppe nazionali | Coppe nazionali | Coppe continentali | Coppe continentali | Coppe continentali | Altre coppe | Altre coppe | Altre coppe | Totale | Totale |
| Stagione                 | Squadra                  | Comp                     | Pres       | Reti       | Comp            | Pres            | Reti            | Comp               | Pres               | Reti               | Comp        | Pres        | Reti        | Pres   | Reti   |
| ------------------------ | ------------------------ | ------------------------ | ---------- | ---------- | --------------- | --------------- | --------------- | ------------------ | ------------------ | ------------------ | ----------- | ----------- | ----------- | ------ | ------ |
| 2011-gen. 2012           | Scunthorpe United        | FL1                      | 12         | -19        | FACup+CdL       | 0               | 0               | -                  | -                  | -                  | FLT         | -           | -           | 12     | -19    |
| gen.-giu. 2012           | Manchester United        | PL                       | 0          | 0          | FACup+CdL       | 0               | 0               | UEL                | 0                  | 0                  | CS          | -           | -           | 0      | 0      |
| 2012-mar. 2013           | Manchester United        | PL                       | 0          | 0          | FACup+CdL       | 0               | 0               | UCL                | 0                  | 0                  | -           | -           | -           | 0      | 0      |
| mar.-giu. 2013           | Walsall                  | FL1                      | 7          | -5         | FACup+CdL       | -               | -               | -                  | -                  | -                  | FLT         | -           | -           | 7      | -5     |
| ago. 2013                | Yeovil Town              | FLC                      | 1          | -2         | FACup+CdL       | 0               | 0               | -                  | -                  | -                  | -           | -           | -           | 1      | -2     |
| 2013-gen. 2014           | Manchester United        | PL                       | 0          | 0          | FACup+CdL       | 0               | 0               | UCL                | 0                  | 0                  | -           | -           | -           | 0      | 0      |
| gen.-giu. 2014           | Doncaster Rovers         | FLC                      | 18         | -26        | FACup+CdL       | -               | -               | -                  | -                  | -                  | -           | -           | -           | 18     | -26    |
| 2014-gen. 2015           | Doncaster Rovers         | FL1                      | 10         | -9         | FACup+CdL       | 3+0             | -2              | -                  | -                  | -                  | FLT         | 1           | -1          | 14     | -12    |
| Totale Doncaster Rovers  | Totale Doncaster Rovers  | Totale Doncaster Rovers  | 28         | -35        |                 | 3               | -2              |                    | -                  | -                  |             | 1           | -1          | 32     | -37    |
| gen.-giu. 2015           | Preston N.E.             | FL1                      | 22+3       | -17 + -0   | FACup+CdL       | -               | -               | -                  | -                  | -                  | FLT         | -           | -           | 25     | -17    |
| 2015-gen. 2016           | Manchester United        | PL                       | 0          | 0          | FACup+CdL       | 0               | 0               | UCL                | 0                  | 0                  | -           | -           | -           | 0      | 0      |
| gen. 2016                | Preston N.E.             | FLC                      | 4          | -6         | FACup+CdL       | 0               | 0               | -                  | -                  | -                  | -           | -           | -           | 4      | -6     |
| Totale Preston N.E.      | Totale Preston N.E.      | Totale Preston N.E.      | 26+3       | -23 + -0   |                 | 0               | 0               |                    | -                  | -                  |             | -           | -           | 29     | -23    |
| gen.-giu. 2016           | Manchester United        | PL                       | 0          | 0          | FACup+CdL       | 0               | 0               | UEL                | 0                  | 0                  | -           | -           | -           | 0      | 0      |
| 2016-gen. 2017           | Manchester United        | PL                       | 0          | 0          | FACup+CdL       | 0               | 0               | UEL                | 0                  | 0                  | CS          | 0           | 0           | 0      | 0      |
| Totale Manchester United | Totale Manchester United | Totale Manchester United | 0          | 0          |                 | 0               | 0               |                    | 0                  | 0                  |             | 0           | 0           | 0      | 0      |
| gen.-giu. 2017           | Aston Villa              | FLC                      | 21         | -24        | FACup+CdL       | 1+0             | -2              | -                  | -                  | -                  | -           | -           | -           | 22     | -26    |
| 2017-2018                | Aston Villa              | FLC                      | 45+3       | -41 + -1   | FACup+CdL       | 0               | 0               | -                  | -                  | -                  | -           | -           | -           | 48     | -42    |
| Totale Aston Villa       | Totale Aston Villa       | Totale Aston Villa       | 66+3       | -65 + -1   |                 | 1               | -2              |                    | -                  | -                  |             | -           | -           | 70     | -68    |
| 2018-2019                | West Bromwich            | FLC                      | 46+2       | -62 + -2   | FACup+CdL       | 0               | 0               | -                  | -                  | -                  | -           | -           | -           | 48     | -64    |
| 2019-2020                | West Bromwich            | FLC                      | 46         | -45        | FACup+CdL       | 0               | 0               | -                  | -                  | -                  | -           | -           | -           | 46     | -45    |
| 2020-2021                | West Bromwich            | PL                       | 37         | -74        | FACup+CdL       | 0               | 0               | -                  | -                  | -                  | -           | -           | -           | 37     | -74    |
| 2021-2022                | West Bromwich            | FLC                      | 36         | -33        | FACup+CdL       | 0               | 0               | -                  | -                  | -                  | -           | -           | -           | 36     | -33    |
| Totale West Bromwich     | Totale West Bromwich     | Totale West Bromwich     | 165+2      | -214 + -2  |                 | 0               | 0               |                    | -                  | -                  |             | -           | -           | 167    | -216   |
| 2022-2023                | Crystal Palace           | PL                       | 9          | -10        | FACup+CdL       | 0+2             | 0               | -                  | -                  | -                  | -           | -           | -           | 11     | -10    |
| 2023-2024                | Crystal Palace           | PL                       | 16         | -22        | FACup+CdL       | 0+2             | -5              | -                  | -                  | -                  | -           | -           | -           | 18     | -27    |
| Totale Crystal Palace    | Totale Crystal Palace    | Totale Crystal Palace    | 25         | -32        |                 | 4               | -5              |                    | -                  | -                  |             | -           | -           | 29     | -37    |
| Totale carriera          | Totale carriera          | Totale carriera          | 338        | -398       |                 | 8               | -9              |                    | 0                  | 0                  |             | 1           | -1          | 347    | -408   |

### Cronologia presenze e reti in nazionale
| Cronologia completa delle presenze e delle reti in nazionale ― Inghilterra | Cronologia completa delle presenze e delle reti in nazionale ― Inghilterra | Cronologia completa delle presenze e delle reti in nazionale ― Inghilterra | Cronologia completa delle presenze e delle reti in nazionale ― Inghilterra | Cronologia completa delle presenze e delle reti in nazionale ― Inghilterra | Cronologia completa delle presenze e delle reti in nazionale ― Inghilterra | Cronologia completa delle presenze e delle reti in nazionale ― Inghilterra | Cronologia completa delle presenze e delle reti in nazionale ― Inghilterra |
| Data                                                                       | Città                                                                      | In casa                                                                    | Risultato                                                                  | Ospiti                                                                     | Competizione                                                               | Reti                                                                       | Note                                                                       |
| -------------------------------------------------------------------------- | -------------------------------------------------------------------------- | -------------------------------------------------------------------------- | -------------------------------------------------------------------------- | -------------------------------------------------------------------------- | -------------------------------------------------------------------------- | -------------------------------------------------------------------------- | -------------------------------------------------------------------------- |
| 6-6-2021                                                                   | Middlesbrough                                                              | Inghilterra                                                                | 1 – 0                                                                      | Romania                                                                    | Amichevole                                                                 | -                                                                          |                                                                            |
| 5-9-2021                                                                   | Londra                                                                     | Inghilterra                                                                | 4 – 0                                                                      | Andorra                                                                    | Qual. Mondiali 2022                                                        | -                                                                          |                                                                            |
| 9-10-2021                                                                  | Andorra la Vella                                                           | Andorra                                                                    | 0 – 5                                                                      | Inghilterra                                                                | Qual. Mondiali 2022                                                        | -                                                                          |                                                                            |
| 13-10-2023                                                                 | Londra                                                                     | Inghilterra                                                                | 1 – 0                                                                      | Australia                                                                  | Amichevole                                                                 | -                                                                          |                                                                            |
| Totale                                                                     |                                                                            | Presenze                                                                   | 4                                                                          |                                                                            | Reti                                                                       | 0                                                                          |                                                                            |

## Palmarès

### Club

#### Competizioni giovanili
- FA Youth Cup: 1

Manchester United: 2010-2011

#### Competizioni nazionali
- Community Shield: 2

Manchester United: 2013, 2016
- Coppa d'Inghilterra: 1

Manchester United: 2015-2016

### Nazionale
- Campionato d'Europa Under-17: 1

Liechtenstein 2010